# Me (låt av Tamia)
"Me" ibland även under titeln "Me, Myself and I", är en R&B-ballad framförd av kanadensiska sångerskan Tamia, komponerad av Shep Crawford till sångerskans fjärde studioalbum Between Friends (2006). 
I "Me" sjunger framföraren till sin pojkvän att hon tänker välja sig själv framför honom då han inte kan älska henne som hon kan. Spåret spelades först in till Tamias tredje studioalbum Still (som senare döptes om till More). Innan releasen av More byttes flera av dess låtar bort mot andra, "Me" förblev då outgiven men omproducerades senare och valdes med på Between Friends. Balladen, som delar likheter med sångerskans smash-hit "Stranger in My House" från år 2000, gavs ut som den andra singeln från skivan år 2007. Singeln presterade, liksom sin föregångare, "Can't Get Enough", bra på USA:s R&B-singellista Hot R&B/Hip-Hop Songs. Den 16 juni 2007 debuterade "Me" på listan. I september tog sig låten till sin topp-position; en 29:e plats. Sammanlagt tillbringade singeln 25 veckor på listan innan den föll av den i december månad. Remixversionen av balladen gavs ut år 2008 och tog sig till en elfte plats på USA:s danslista.
Musikvideon för singeln regisserades av Margaret Malandruccolo.

## Format och innehållsförteckningar
- Amerikansk CD-singel

1. "Me" (Album Version) - 4:23
2. "Me" (Radio Edit) - 3:07
3. "Me" (Instrumental) - 4:23

- Amerikansk begränsad remixutgåva

1. "Me" (Soul Seekerz Radio Mix) - 3:33
2. "Me" (Rosabel's Anthem Radio Mix) - 3:54
3. "Me" (Radio Edit) - 3:51
4. "Me" (Rosabel's Anthem Vocal Mix) - 8:55
5. "Me" (Soul Seekerz Remix) - 7:22
6. "Me" (Rosabel's Anthem Dub Mix) - 9:49
7. "Me" (Soul Seekerz Dirty Dub) - 8:02

## Listor
| Lista (2007)                                  | Topposition |
| --------------------------------------------- | ----------- |
| Amerikanska Billboard Hot R&B/Hip-Hop Songs   | 72          |
| Amerikanska Billboard Hot Adult R&B Airplay   | 9           |
| Amerikanska Billboard Hot R&B/Hip-Hop Airplay | 32          |

| Lista (2008)                              | Topposition |
| ----------------------------------------- | ----------- |
| Amerikanska Billboard Hot Dance Club Play | 11          |